# Mouflon canadien
Ovis canadensis
Espèce
Répartition géographique
Statut de conservation UICN

LC : Préoccupation mineure
Statut CITES
Le mouflon canadien (Ovis canadensis) est une des deux espèces de mouflon d'Amérique du Nord qui est principalement présente au sud-ouest du Canada, a l’ouest des États-Unis, et en Basse-Californie et  Basse-Californie du Sud, au Mexique (l'autre est Ovis dalli, qui inclut le mouflon de Dall et le mouflon de Stone (en)). Il est apparenté au mouflon des neiges. On le nomme également mouflon d'Amérique, mouflon pachicère, mouflon du Canada.
Ce mouflon est un ruminant dont le mâle porte de lourdes cornes recourbées en volutes, d'où son surnom de « bighorn ».

## Caractéristiques

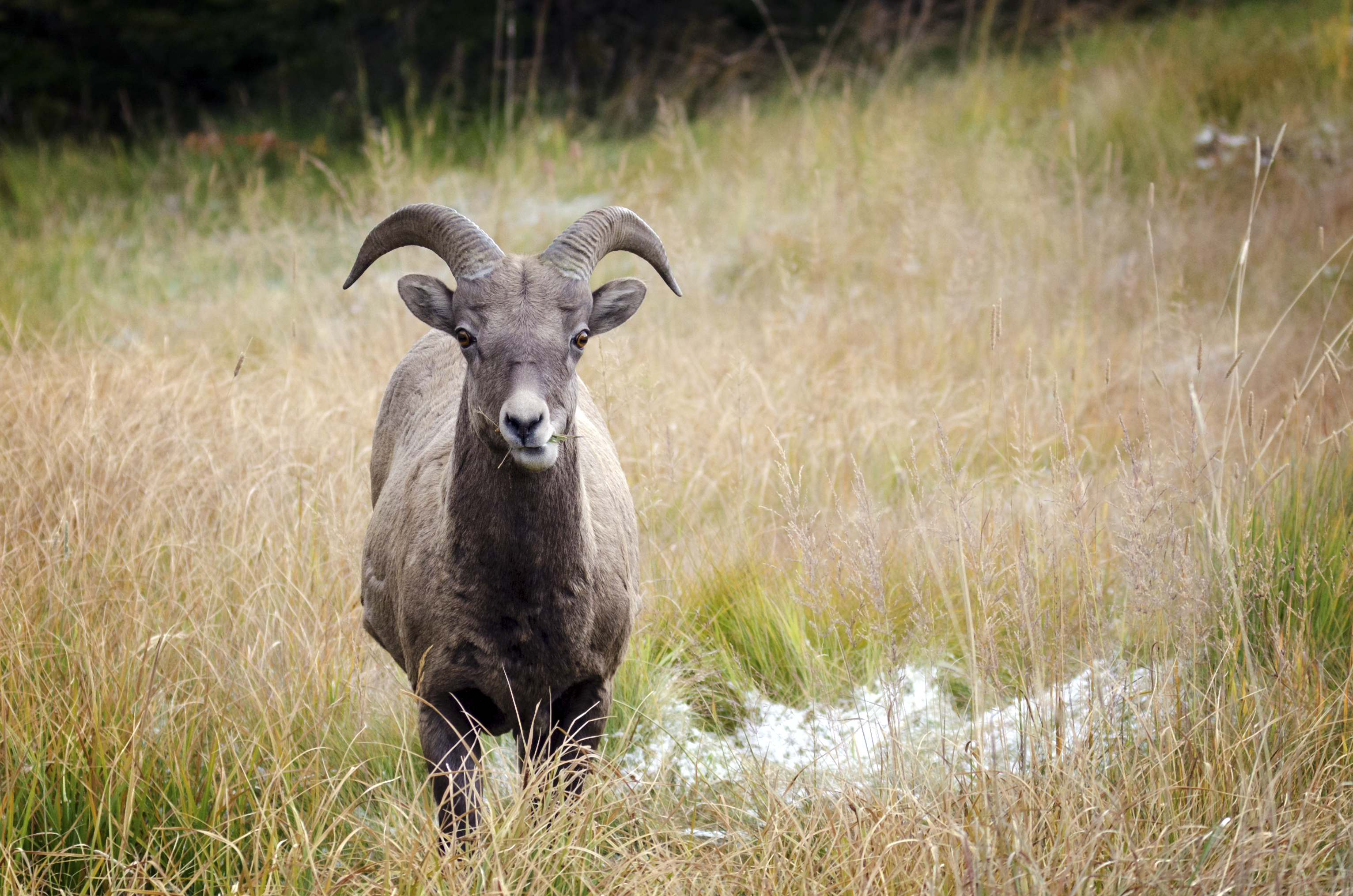
Un mouflon canadien dans le pays de Kananaskis.

Les mâles (béliers) ont de grandes cornes incurvées. Celles des femelles (brebis) sont plus courtes et plus légèrement recourbées (en forme de sabre). La robe varie de gris ou brun clair à brun chocolat, avec une culotte et une doublure blanches sur le dos de chacune des quatre pattes. Les brebis des montagnes Rocheuses pèsent jusqu'à 90 kg alors que les béliers peuvent excéder 135 kg. En revanche, les brebis de la Sierra Nevada de Californie pèsent environ 63 kg avec des béliers pesant autour 90 kg. Les cornes des béliers peuvent peser jusqu'à 14 kg, autant que le reste du squelette du bélier. Elles poussent indéfiniment, chez le mâle, jusqu'à restreindre son champ de vision. En conséquence les mâles doivent raccourcir leurs cornes, ce qu’ils font en en râpant le bout sur des rochers. 
En anglais, le mouflon canadien s'appelle bighorn en référence à ses longues cornes qui peuvent atteindre un mètre.

## Comportement

### Alimentation
Les mouflons canadiens mangent des herbes et des plantes arbustives, en particulier en automne et en hiver, et recherchent les gisements naturels de sel.

### Locomotion
Ils sont bien adaptés à grimper en terrain pentu où ils cherchent à se protéger des prédateurs tels que coyotes, aigles et pumas. Pour s'en protéger, ils utilisent aussi leurs cornes. Ils ont la capacité de se déplacer sur les pentes rocailleuses grâce à leurs sabots fourchus qui, une fois sur la terre, vont s'écarter pour permettre une meilleure adhésion.

### Relations sociales

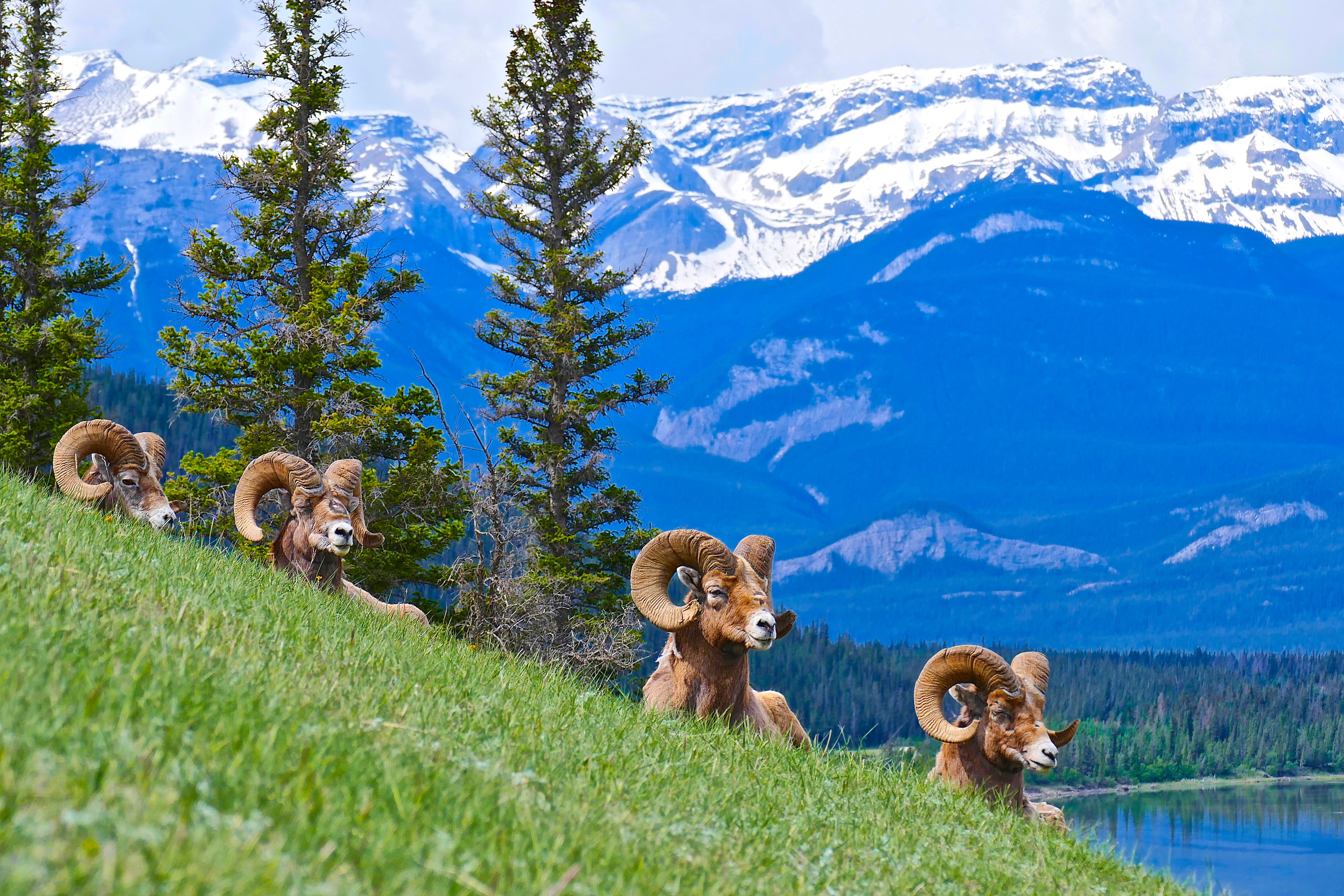
Un petit groupe de mouflons canadiens.

Ils vivent en grands troupeaux, appelés hardes, pouvant aller jusqu'à 100 individus, mais parce qu'ils n'ont pas la hiérarchie stricte de dominance du mouflon méditerranéen, ils ne peuvent pas être domestiqués. En effet, les mouflons canadiens ne suivent pas automatiquement un bélier chef comme le faisaient les ancêtres asiatiques des moutons domestiques. Il existe cependant une certaine dominance des individus ayant les plus grandes cornes.

### Reproduction
Avant la saison du rut, il s'établit entre les béliers une hiérarchie de dominance qui détermine l'accès aux brebis pour l'accouplement. Cette hiérarchie se base sur la taille des cornes, ce sont donc les plus vieux qui sont au sommet de la hiérarchie. Les combats de cornes ont lieu pendant cette période de pré-rut si deux mouflons ont une taille de cornes identique, bien que ce comportement puisse se produire occasionnellement tout au long de l'année. Les cornes des béliers montrent fréquemment des dommages dus aux luttes répétées. Les brebis du mouflon ont une durée de gestation de six mois. Sous des climats tempérés, le paroxysme du rut est en novembre avec la naissance de un, ou rarement deux, agneaux en mai. Les agneaux sont sevrés quand ils atteignent 4 à 6 mois.

### Migration
Les mouflons vivent en été dans les plaines d'altitude à l'approche de l'hiver, les mouflons redescendent en troupeau, qui se regroupent pour former des hardes, vers des plaines plus basses. Pour marcher dans la neige, ils utilisent les bords des sabots qui sont plus durs afin de fendre la neige et la glace pour obtenir de meilleurs appuis. Quelques semaines après que les petits soient nés, au printemps, ils repartent dans des plaines plus en altitude.

## Systématique

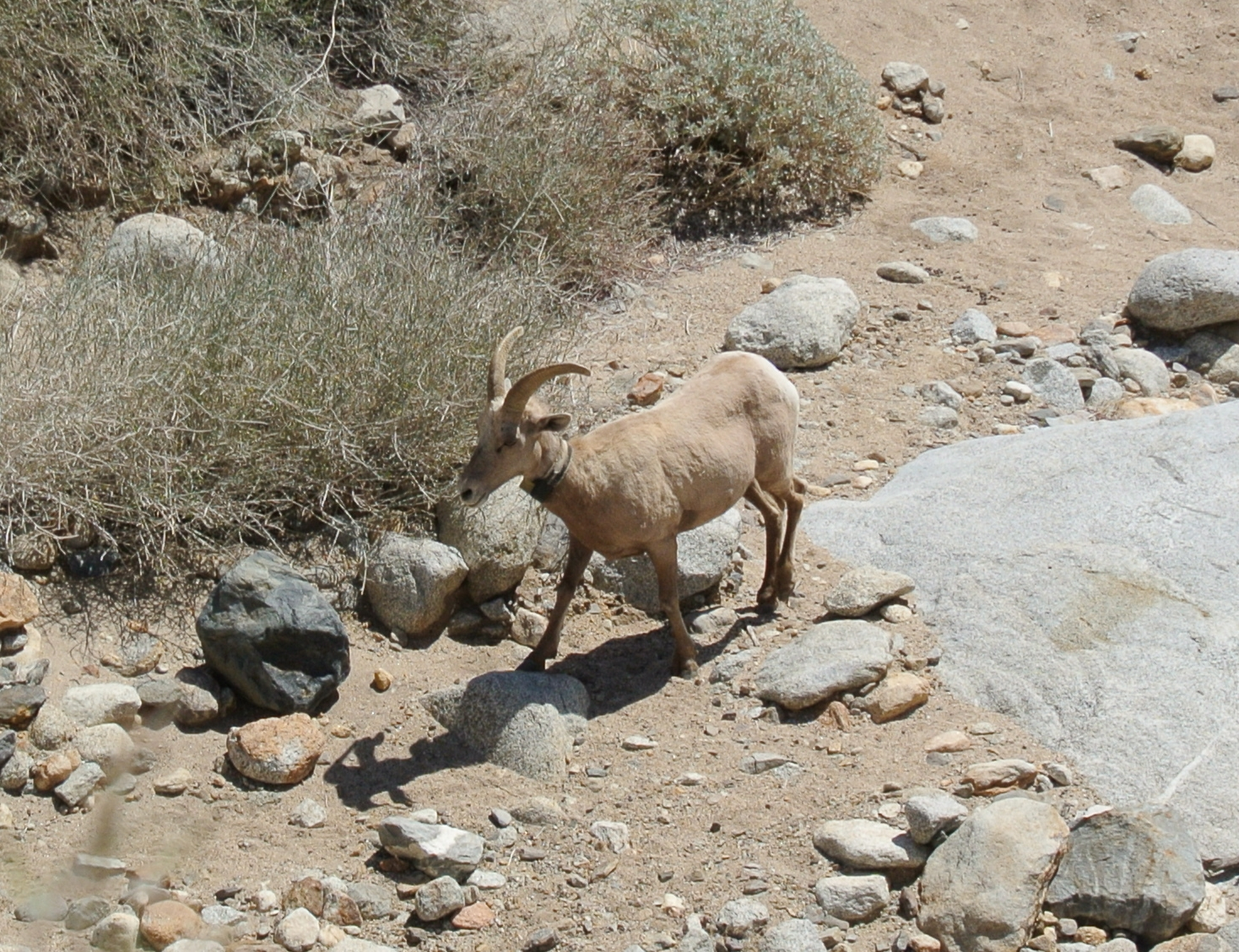
Ovis canadensis nelsoni.

On distingue les sous-espèces suivantes :
- Ovis canadensis canadensis[4] — mouflon des Montagnes Rocheuses (Alberta, Washington, Oregon, Idaho, Montana, Dakota du Sud, Nebraska, Wyoming, Colorado, Nevada, Nouveau-Mexique, Arizona, Utah)
- Ovis canadensis californiana[5], (Douglas, 1829) — mouflon de la Sierra Nevada (Californie, Idaho, Nevada, Dakota du Nord, Oregon, Washington, Utah)
- Ovis canadensis cremnobates, (Elliot, 1904) — Mexique, Basse-Californie, Californie
- Ovis canadensis mexicana[6], (Merriam, 1901) — mouflon mexicain
- Ovis canadensis nelsoni, (Merriam, 1897) — mouflon du désert (désert des Mojaves, désert du Colorado, désert de Sonora, parc de Joshua Tree, Vallée de la Mort, etc.)
- Ovis canadensis weemsi, (Goldman, 1937) — mouflon de Weems

## Maladies, pressions, menaces
Les mouflons canadiens sont très vulnérables à certaines maladies portées par les moutons domestiques tels que la gale et la pneumonie. Ils sont a priori sensibles au prion pathogène des moutons ; une mortalité supplémentaire est due aux éboulements et chutes dans les rochers (un risque de la vie en terrain pentu et rocailleux).
Certains prédateurs comme le puma jouent un rôle de sélection naturelle en exerçant une prédation qui peut être localement importante (quand d'autres espèces de proies manquent). Ainsi, sur une zone américaine où l'on avait réintroduit le mouflon canadien, on a constaté que les pumas avaient augmenté leur prédation sur cette espèce (60 % des causes de mortalité) alors que les populations de cervidés (leur nourriture préférée) avait diminué.

## Répartition géographique
|                                                           |
| Répartition géographique de l'espèce en Amérique du Nord. |

|                                                                        |
| Répartition géographique d'une des sous-espèces, le mouflon du Désert. |